# Die Kreuzritter (Roman)

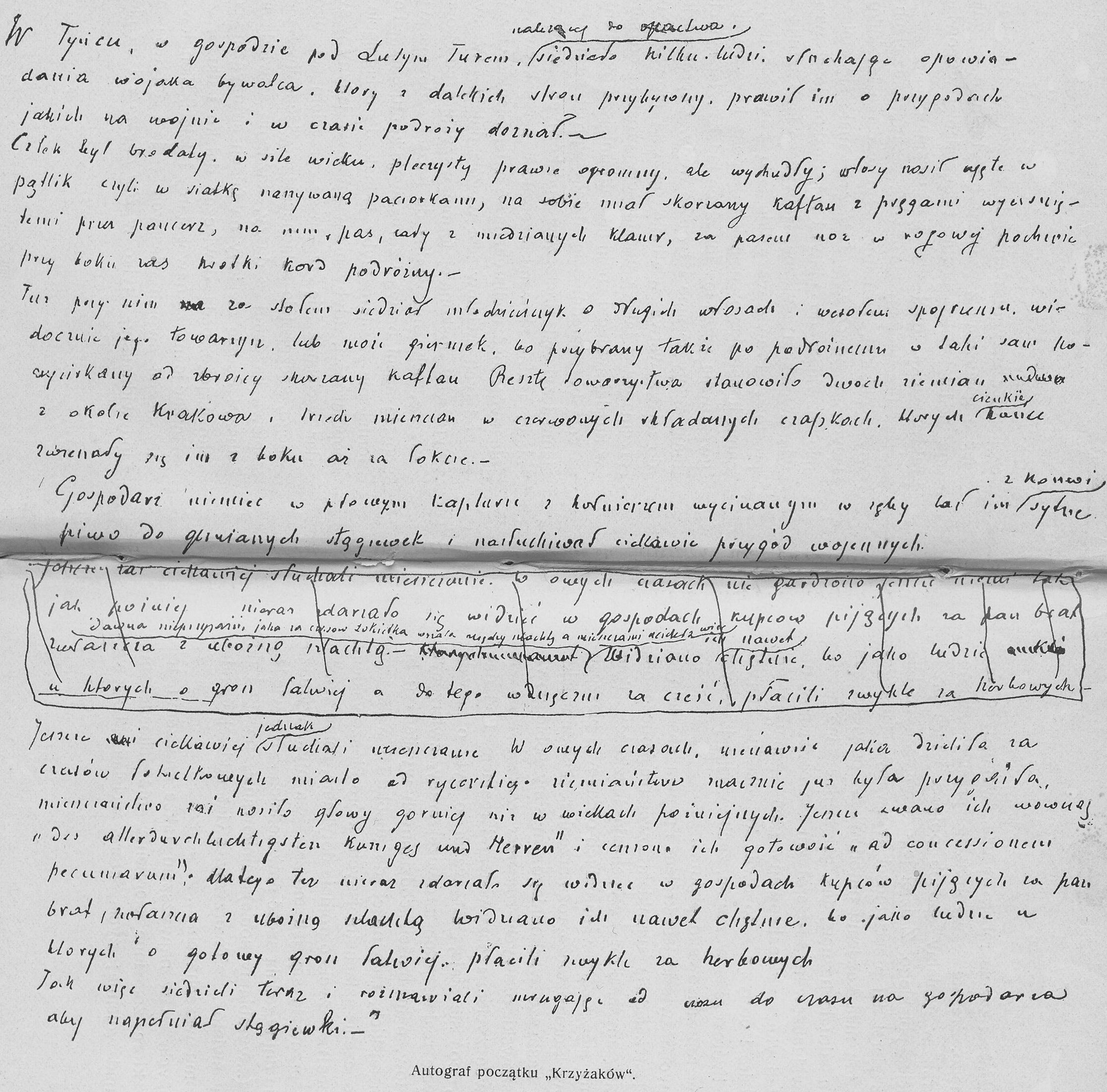
Handschrift der ersten Seite des Romans „Krzyżacy“

Die Kreuzritter (poln. Krzyżacy – wörtlich: „Kreuzträger“, im Sprachgebrauch: „Kreuzritter“) ist ein Roman des polnischen Nobelpreisträgers Henryk Sienkiewicz. Er wurde 1900 erstmals veröffentlicht und seither in 25 Sprachen übersetzt.
Durch die Teilungen Polens existierte seit über 100 Jahren kein polnischer Staat mehr, als Sienkiewicz den Roman über den Deutschen Orden des 14. Jahrhunderts verfasste, der 1410 in der Schlacht bei Tannenberg eine Niederlage gegen ein vereintes Heer aus Polen, Litauern, Belarussen und Tataren erlitt.
Die Bedeutung von Krzyżacy wird durch den Umstand beschrieben, dass es als erstes Buch in Polen nach 1945 gedruckt wurde, zur Erbauung der polnischen Bevölkerung, deren Bild der Deutschritter und der Deutschen allgemein durch dieses Werk stark beeinflusst wurde.
Im Jahre 1960 wurde der Roman in Polen von Aleksander Ford verfilmt.

## Figuren
- Zbyszko von Bogdaniec – junger verarmter Adliger, Protagonist
- Maćko von Bogdaniec – sein Onkel
- Jurand von Spychów – Rebell gegen die deutschen Ordensritter und Danusias Vater
- Fulko de Lorche – wohlhabender Ritter aus Lothringen, der mit Zbyszko Freundschaft schließt
- König Władysław Jagiełło – Großfürst von Litauen, dann von 1386 bis 1434 König von Polen
- Siegfried de Löwe – Komtur von Insterburg (Tschernjachowsk ), der Danusias Entführung plant
- Danuta Anna – Herzogin von Masowien
- Janusz I. – Herzog von Masowien
- Danusia – Jurands Tochter, Hofdame der Herzogin Danuta Anna von Masowien
- Kuno von Lichtenstein – Abgesandter des Ordens beim König von Polen, wird von Zbyszko angegriffen
- Jagienka von Zgorzelice – junges Mädchen, das sich in Zbyszko verliebt

## Handlung
Der junge polnische Adlige Zbyszko von Bogdaniec zieht Ende des 14. Jahrhunderts als Begleiter seines Onkels Maćko nach Krakau an den Hof Königs Władysław Jagiełło. Auf der Reise lernt er Danusia, eine Zofe der Herzogin Anna von Masowien und Tochter des Ritters Jurand von Spychów kennen. Nahe der Abtei Tyniec trifft der Reisezug auf den Gesandten des Deutschen Ordens, Kuno von Lichtenstein. Der heißblütige Zbyszko greift den Ordensritter prompt an, welcher daraufhin Klage gegen ihn beim König führt. Aufgrund dieser schwerwiegenden Verletzung der königlichen Autorität, ein Gesandter steht unter dem Schutz des Monarchen, soll der junge Zbyszko hingerichtet werden. Danusia rettet ihn, indem sie ihm die Ehe verspricht.
Indessen suchen einige Ordensritter der Komturei Ortelsburg um Hugo von Danfeld und Siegfried von Löwe eine Möglichkeit, wie man der ständigen Bedrohung des Ordenslandes durch Jurand aus Spychów begegnen könne. Jurand sucht für den Tod seiner Gattin, der Mutter Danusias, Rache an den Ordensrittern. Man beschließt, dessen Tochter zu entführen, um deren Vater zur Aufgabe zu zwingen. Inzwischen haben Danusia und Zbyszko heimlich geheiratet.
Danusia wird mit List vom Hof des Herzogs Janusz von Masowien entführt. Ihr verzweifelter Vater macht sich daraufhin auf den Weg, um seine geliebte Tochter zu retten und beschließt, sich selbst in die Gewalt des Ordens zu begeben.
In Ortelsburg wird der einst gefürchtete Ritter tagelang verhöhnt und ihm die Herausgabe seiner Tochter verweigert. Daraufhin richtet der blindwütige Jurand unter der Besatzung der Ordensburg ein Massaker an, dem auch Hugo von Danfeld zum Opfer fällt. Er wird danach gefangen genommen.
Als wegen des Blutbades ein Ordensritter am Hofe von Masowien Klage gegen Jurand führt und die polnisch-masowischen Edelleute als Beweis der Richtigkeit seiner Behauptungen zum Zweikampf fordert, nimmt Zbyszko die Herausforderung an. Er vermutet in dem Ordensritter einen der Entführer seine jungen Gattin. Es gelingt Zbyszko, seinen Gegner in hartem Zweikampf zu besiegen, so dass nun auch in den Augen des Herzogs die Entführung und die Lügen der Ordensritter bewiesen sind.
Zbyszko begibt sich nun auf die Suche nach seiner geliebten Danusia, welche ihn bis zu den Schamaiten führt. Der gefangene Jurand wird indessen schwer verstümmelt, schließlich blind und stumm seinem Schicksal überlassen. Durch Zufall gelangt der schwer Gezeichnete als Bettler nach Spychów zurück.
Während die einheimischen Schamaiten gegen die Fremdherrschaft der Ordensritter kämpfen, gelingt es Zbyszko tatsächlich, Siegfried de Löwe und somit seine Danusia wieder zu finden. Diese aber liegt infolge der harten Gefangenschaft im Sterben. Jurand betrauert seine verstorbene Tochter und lässt in einem Akt unerhörter Großzügigkeit deren Peiniger Siegfried frei, der bald darauf Selbstmord begeht. Nachdem kurz darauf auch Jurand gestorben ist, ist der vom masowischen Herzog zum Ritter geschlagene Zbyszko aufgrund seiner Ehe auch Herr von Spychów.
Nachdem er lange Zeit benötigte, seinen Verlust zu verwinden, ehelicht Zbyszko die ihm schon lange sympathische Jagienka von Zgorzelice, mit der er fortan eine glückliche Ehe führt.
Den Abschluss des Romans bildet eine detaillierte Beschreibung der Schlacht bei Tannenberg im Jahre 1410.

## Kritik
Die Kreuzritter ist in der Kritik umstritten; Sienkiewicz schrieb ein Heldenepos, das es, so Michael Birke bei buchwurm.info, mit der historischen Wahrheit nicht so genau nimmt und „Schwarzweißmalerei par excellence“ betreibt, durch „simplifizierte Verdammung der Kreuzritter und üble Nationalismen“. Die Ordensbrüder erscheinen als Verkörperung des Bösen, arrogant, grausam und sadistisch, es wird das Bild vom kriegslüsternen, aggressiven Deutschen gezeichnet.
Die Ideologie des Buches steht in der heutigen Zeit nicht mehr im Vordergrund und Sienkiewiczs Kunstwerk kann nicht nur auf die Bemühung „das Zusammenschweißende“ des Nationalbewusstseins in dramatischen Nationaletappen darzustellen, reduziert werden. Vielmehr soll dieses Werk auf den Leser aus der Perspektive der künstlerischen, humanen und ästhetischen Werte einwirken.

## Ausgaben
- Henryk Sienkiewicz: Die Kreuzritter. Historischer Roman. Übersetzt von Emma und Rudolphine Ettlinger (Übersetzung von 1901). Area, Erftstadt 2004, ISBN 3-89996-056-4. (Deutscher Volltext bei Archive.org, auf Englisch)